# Marino Seré
Marino Seré (Rosario provincia de Santa Fe, Argentina; ¿? - Buenos Aires, Argentina; 27 de diciembre de 1949) fue un actor que nació en Argentina y trabajó durante gran tiempo en radio, cine y teatro.

## Carrera
Marino Seré fue un actor dramático muy popular por sus roles de villanos durante la época de oro del cine y del radioteatro argentino. Trabajó generalmente con papeles secundarios y en personajes duros. En la pantalla grande brilló junto a figuras como Enrique Muiño, Luis Sandrini, Hugo del Carril, Eloy Álvarez, Homero Cárpena, José Casamayor, José Olarra, Marcos Zucker, Ángel Magaña, Adolfo Linvel, entre muchos otros.
En radio hizo una dupla cómica con el primer actor Miguel Gómez Bao en emisiones por L.R.3  como los radioteatro titulados El Sargento Silbido y Los sordos con la animación de Lalo Harbín. También lo hizo con otras estrellas como la primera actriz Herminia Franco.
De joven fue admirador de Florencio Parravicini, en cierta oportunidad se le acercó al "bufo" pidiéndole una foto autografiada. Este le pidió el nombre y como una prueba de su gran rapidez mental le dedicó: " A...Marino Seré. Que se cumplan sus deseos".[cita requerida]
Falleció sorpresivamente la noche del 27 de septiembre en 1949.

## Filmografía
Actor:
- El último payador (1950) (Gabino Ezeiza)
- Maridos modernos  (1948)
- Cuidado con las imitaciones  (1948)
- Juan Moreira    (1948)
- Una atrevida aventurita  (1948)
- Albergue de mujeres  (1946)
- Centauros del pasado  (1944)
- La danza de la fortuna  (1944) …Barroso
- Fuego en la montaña  (1943)
- Malambo    (1942)
- El comisario de Tranco Largo  (1942)
- Su primer baile  (1942)
- El cura gaucho  (1941)
- El más infeliz del pueblo  (1941)
- Con el dedo en el gatillo  (1940) ….Falsificador
- Héroes sin fama  (1940)
- Corazón de turco  (1940)
- ...Y los sueños pasan  (1939)
- Puerta cerrada  (1939)
- De la sierra al valle  (1938)
- Viento Norte    (1937)
- El conventillo de la Paloma    (1936)

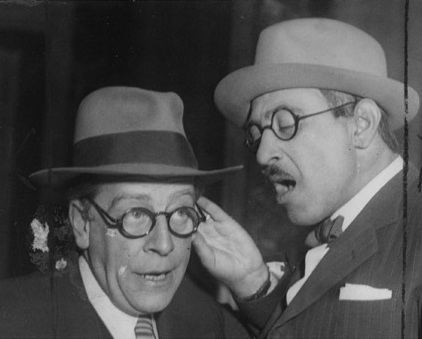
Miguel Gómez Bao y Marino Seré durante un radioteatro.

- Santos Vega    (1936)
- Amalia    (1936)
- ¡Goal!   (1936)
- La barra mendocina  (1935)
- Monte criollo   (1935) …Policía